# Rasova, Constanța
Rasova este satul de reședință al comunei cu același nume din județul Constanța, Dobrogea, România. La recensământul din 2002 avea o populație de 2673 locuitori.

## Istoric
Localitatea Rasova, prin documentele existente și cercetate parțial până în prezent, atestă o continuitate de locuire de minim 1800 de ani (din perioada romană).

Pe teritoriul Rasovei este localizat castrul roman Sacidava, care se pare că a fost capitala regelui sacilor, Dapyx (sacii -un trib traco-geto-dacic).

## Infrastructură
Legăturile acestei așezări ce se întinde pe 10.853 ha cu județul se fac prin drumul județean DJ 223 ce vin de la Cernavodă, traversează atât Cochirlenii, cât și Rasova și merge spre sud prin Vlahii, Aliman – acest drum este asfaltat. Acest teritoriu mai este traversat de drumul județean DJ 225, care merge spre Ivrinezu și de drumul comunal DC 56, care merge în sud spre Abrud. Reședința comunei, localitatea Rasova este riverană Dunării, pe care se fac transporturi pe apă către localitățile situate pe malul fluviului fără a exista de fapt o activitate portuară organizată. Față de localitățile din zonă distanțele sunt următoarele: Cernavodă la 18 km și Medgidia la 40 km.
Din punct de vedere infrastructural, alimentarea cu apă și canalizarea, prezintă unele disfunctionalități pentru că alimentarea cu apă nu dispune de surse suficiente, rețelele fiind prea puține, iar gradul de uzură este avansat sau sunt realizate din materiale necorespunzătoare.